# Ариости, Атилио
Атилио Малакия Ариости (итал. Attilio Malachia Ariosti (5 ноября 1666, Болонья, Папская область — 1729, Лондон, Великобритания) — итальянский композитор. Автор более 30 опер и ораторий, кантат и инструментальных произведений.

## Биография
Ариости родился в семье, принадлежавшей к средним слоям общества. Принял монашество в 1688, но вскоре получил разрешение оставить орден и поступил на службу композитором при дворе герцога Мантуанского. Был рукоположён в дьяконы в 1692. В этом же году получил пост органиста Церкви Санта-Мария-деи-Серви в Болонье.

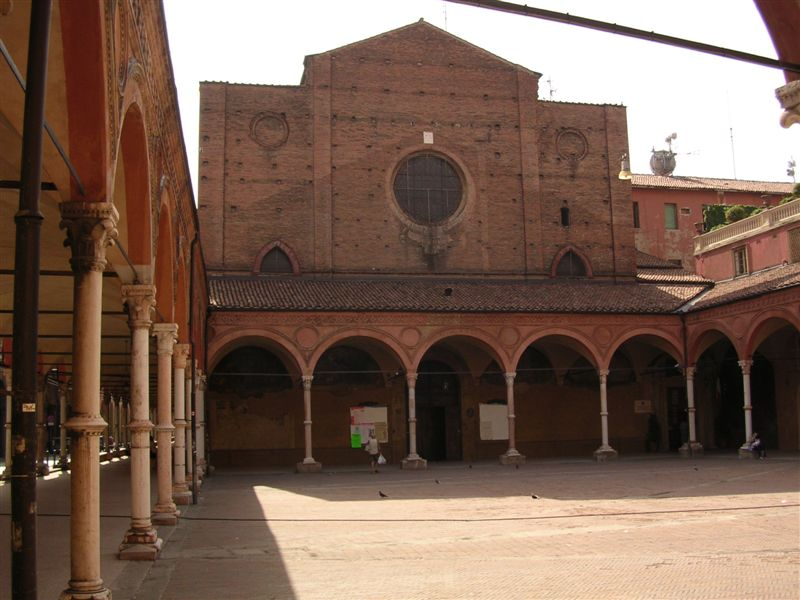
Церковь Санта Мария деи Серви, Болонья

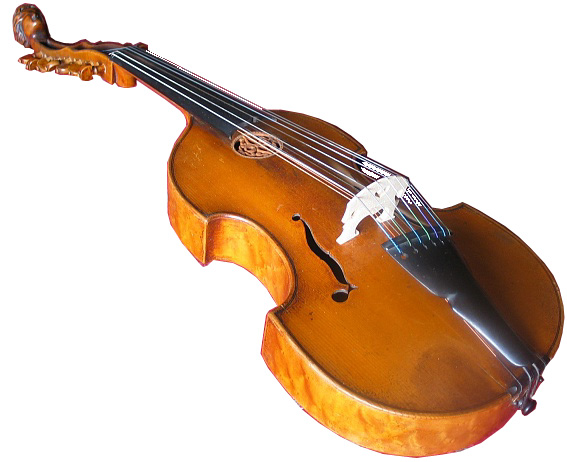
Виола д'амур

В 1697 по приглашению Королевы Пруссии Софии Шарлотты, переехал в Берлин. Королева покровительствовала поэзии и искусствам, и особенно интересовалась музыкой. У неё на службе Ариости написал, а также стал соавтором многих сценических произведений для берлинского двора. Он жил в Берлине и оставался придворным композитором вплоть до 1703.
Первая опера Ариости была поставлена в Венеции в 1697. С 1703 по 1709 он являлся Генеральным агентом Австрии в Италии во время правления Императора Иосифа Первого. После 1716 имел огромный успех в Париже и Лондоне, где вместе с Генделем и Бонончини отвечал за оперный репертуар Королевской академии музыки. В 1724 опубликовал коллекцию кантат и «Уроков» для виолы д'амур, которые продавались по подписке.
Хотя Ариости и обладал голосом, мог играть на виолончели и клавесине, — его любимым инструментом была виола д’амур, для которой он написал 21 сонату, обычно называемых «Стокгольмские сонаты», т.к. единственная сохранившаяся копия находится в Государственной музыкальной библиотеке Стокгольма.

## Произведения
Оперы
- Тирсис (Tirsi), в соавторстве с Антонио Лотти и Антонио Кальдара, либретто Апостоло Дзено (Венеция 1696)
- Эрифила (Erfile), либретто Джиамбастиста Нери (Венеция 1697)
- Аттис, или Обман, побеждённый Постоянством (Atys o L'inganno vinto dalla costanza)), деревенская драма, либретто Ортензио Мауро (Берлин 1700)
- Верность в измене (La fede ne' tradimenti), либретто Джероламо Джильи (Берлин 1701)
- Любовный призрак (Le Fantome Amoreux), одноактная опера, либретто Ортензио Мауро (Берлин 1701)
- Величайший подвиг Геракла (La più gloriosa fatica di Ercole), либретто Бернардони (Вена 1703)
- Марс и Ирина (Mars und Irene), зингшпиль, либретто Кристиана Рёйтера (Берлин 1703)
- Добро от зла (Il bene dal male) (Вена 1704)
- Славные предчувствия Сципиона Африканского (I gloriosi presagi di Scipione Africano), либретто Донато Купеды (Вена 1704)
- Усмирённый Марс (Marte placato), либретто Бернардони (Вена 1704)
- Умиротворенный Дунай (Il Danubio consolato), либретто Бернардони (Вена 1707)
- Состязание античных героинь на Елисейских Полях (La gara delle antiche eroine ne' Campi Elisi), либретто Сильвио Стампилья (Вена 1707)
- Любовь во вражде (Amor tra nemici), либретто Бернардони (Берлин 1708, ставилась как Альмахида (Almahide) в Лондоне 1710)
- Плацидия (La Placidia), либретто Бернардони (Вена 1709)
- Тит Манлий (Tito Manlio), либретто приписывают Никола Франческо Хайму (Лондон 1717)
- Гай Марций Кориолан (Caio Marzio Coriolano), либретто Хайма по Пьетро Париати(Лондон 1723)
- Веспасиан, либретто Никола Франческо Хайма по Дж. Корради (Лондон 1724)
- Аквилий-консул (Aquilio consolo) - Никола Франческо Хайм (Лондон 1724)
- Артаксеркс (Artaserse), либретто Хайма по Дзено и Париати (Лондон 1724)
- Дарий (Dario), либретто Франческо Сильвани (Лондон 1725)
- Луций Вер, император Рима (Lucio Vero, imperator di Roma), либретто Дзено (Лондон 1727)
- Теуццин (Teuzzone), либретто по Дзено (Лондон 1727)

Балет
- Празднество Гименея (La Festa del Hymeneo), либретто Мауро (Берлин 1700)

Оратории
- Страсти (La Passione), либретто Ч. Арноальди (Модена 1693, Вена 1694)
- Святая Радегунда, королева Франции (Santa Rodegonda, regina di Francia), либретто Джамбаттиста Торони (Болонья,1694)
- Пророчество Элисея об осаде Самарии (Le profezie di Eliseo nell'assedio di Samaria), либретто Нери (Вена, 1704)
- Мать Маккавеев (La madre de Maccabei) (Вена, 1704)
- Навуходоносор (Nabucodonosor), либретто Бернардони (Болонья, 1706)

Инструментальная музыка
- Divertimenti da Camera для скрипки и виолончели (Болонья 1695)
- 57 «Уроков» для виолы д'амур, появившиеся под названием «Recueil de Pièces pour la Viol d'Amour».